# Beta Crucis
Pour les articles homonymes, voir Mimosa et Becrux (homonymie).
Désignations
Beta Crucis (β Cru / β Crucis, Bêta de la Croix du Sud), également connue sous les noms de Becrux et Mimosa, est la seconde plus brillante étoile de la constellation de la Croix du Sud, et la 19e étoile la plus brillante du ciel nocturne.
Beta Crucis est une étoile binaire, peut-être même triple, distante d'environ ∼ 280 a.l. (∼ 85,8 pc) de la Terre. L'étoile primaire du système, β Crucis A, est une géante bleue qui est également une variable de type Beta Cephei, sa magnitude variant de +1,23 à +1,31 sur de multiples périodes de quelques heures. Son compagnon est probablement une étoile bleu-blanc de la séquence principale, tandis que le possible troisième membre du système est probablement une étoile de la pré-séquence principale de faible masse.

## Noms
β Crucis, latinisé vers Beta Crucis, est la désignation de Bayer de l'étoile. Elle possède une déclinaison d'environ −60°, et elle n'est donc pas visible au-delà de la 30e latitude nord à l'heure actuelle. Cependant, à l'époque de la Grèce antique et de la Rome antique, elle était visible jusqu'à la 40e latitude environ en raison de la précession des équinoxes et  ces civilisations voyaient la constellation actuelle de la Croix du Sud comme faisant partie du Centaure.
Beta Crucis porte le nom traditionnel de Mimosa et le nom historique de Becrux. L'origine du nom de Mimosa, qui provient du latin mimosa, « qui mime », est inconnue ; il pourrait faire référence aux fleurs du même nom. Becrux quant à lui est une contraction de la désignation de Bayer de l'étoile. L'Union astronomique internationale a approuvé le 20 juillet 2016 le nom propre de Mimosa pour désigner l'étoile.

## Système stellaire et propriétés

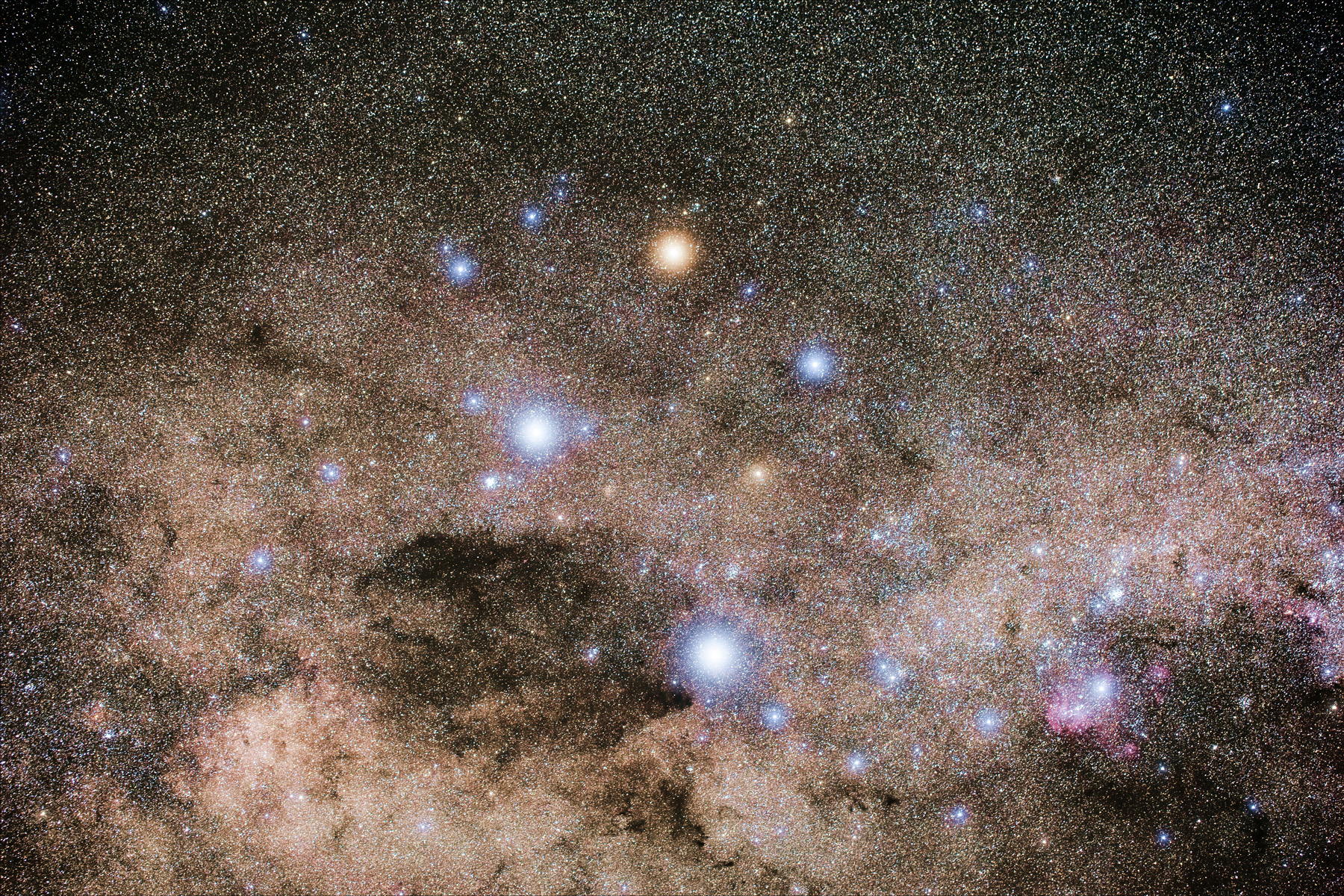
La constellation de la Croix du Sud.

Dans la nouvelle réduction des données du satellite Hipparcos, le système de Mimosa présente une parallaxe annuelle de 11,71 ± 0,98 mas, ce qui signifie qu'il est distant de 280 ± 20 a.l. (∼ 85,8 pc) de la Terre. Il est très probablement membre du groupe Bas-Centaure Croix du Sud de l'association Scorpion-Centaure, qui est l'association d'étoiles massives de types O et B la plus proche du Système solaire. Le système de β Crucis est âgé de 8 à 11 millions d'années seulement.
En 1957, l'astronome allemand Wulff-Dieter Heintz (en) a découvert que Mimosa est en réalité une binaire spectroscopique, ce qui signifie que ses composantes sont trop proches pour pouvoir être résolues avec une télescope et que la composante secondaire est détectée par déplacement des raies du spectre de l'étoile primaire par effet Doppler. Les deux étoiles bouclent une orbite l'une autour de l'autre tous les 5 ans environ, à une séparation estimée qui varie de 5,4 à 12 UA.
L'étoile primaire, désignée β Crucis A, est une étoile massive qui fait environ 16 fois la masse du Soleil. Sa vitesse de rotation projetée est d'environ 35 km/s. Toutefois, l'inclinaison orbitale de la paire est de seulement ~10°, ce qui signifie que l'inclinaison du pôle de l'étoile vis-à-vis de la Terre est probablement faible elle aussi. Cela suggère que sa vitesse de rotation azimutale est en réalité plus élevée, à environ 120 km/s. En considérant que l'étoile possède un rayon environ 8,4 fois plus grand que celui du Soleil, elle aurait une période de rotation de seulement 3,6 jours.
β Crucis A est une variable de type β Cephei connue, même si avec une température effective de 27 000 K, elle est située en limite chaude de la bande d'instabilité au sein de laquelle on rencontre ce type d'étoiles. Elle possède trois modes de pulsation différents, et aucun d'entre-eux n'est radial. Les périodes de ces trois modes sont comprises entre 4,03 et 4,59 heures. β Crucis A est une géante bleue de type spectral B0,5 III, avec une classe de luminosité « III » qui indique qu'il s'agit d'une étoile géante qui épuisé les réserves d'hydrogène qui étaient contenues dans son cœur. Elle génère un vent stellaire puissant, ce qui fait qu'elle perd de la masse à un taux de 10−8 M☉ par an, ce qui équivaut à une masse solaire tous les 100 millions d'années. La vitesse du vent est de 2 000 km/s ou plus élevée encore.
L'étoile secondaire du système binaire spectroscopique pourrait être une étoile bleu-blanc de la séquence principale de type spectral B2V, environ 10 fois plus massive que le Soleil.
Une étoile de la pré-séquence principale de faible masse a été détectée en 2007, à une distance angulaire de quatre secondes d'arc de β Crucis A. Les émissions en rayons X issus de cette étoile ont été détectées grâce à l'observatoire en rayons X Chandra. Située à une séparation projetée de 430 UA, il lui faudrait une période d'au moins 1 000 ans pour accomplir une orbite autour du système binaire spectroscopique.
Deux autres étoiles, désignées β Crucis B et C, et localisées à des distances angulaires de 44 et de 370 secondes d'arc, sont probablement des compagnons optiques qui ne sont pas physiquement associés au système.

## Dans la culture
Mimosa est représentée sur les drapeaux de l'Australie, de la Nouvelle-Zélande, des Samoa et de la Papouasie-Nouvelle-Guinée, en tant que l'une des cinq étoiles constituant la Croix du Sud. L'étoile apparaît également sur le drapeau du Brésil avec vingt-six autres étoiles, chacune symbolisant un État différent. Mimosa représente l'État de Rio de Janeiro.
Un navire nommé le « MV Becrux » sert à exporter du bétail vivant depuis l'Australie vers des consommateurs situés en Asie. Un épisode de la série documentaire télévisée Mighty Ships (en) est consacré à ce vaisseau.